# 行動理論
行動理論是一哲學課題，討論人類作出意識行為的過程。這方面的討論可追溯至亞里士多德的尼各馬科倫理學。其後行動理論被納入社會科學的討論範圍。隨著心理學和神經科學的發展，不少行動理論的推測都以實驗驗證。其實就是為達成目的而做出的一個行爲。
一個典型的行動理論把行為當成是人與環境互動的結果。人有慾望，同時思考如何在特定環境下滿足慾望。經過選擇，人會作出行動以達致理想的效果。這種有意識的理性理論是大部分經濟學和社會科學的理論基礎。
行動理論學者廣泛應用因果關係討論人類行為的原因和過程，但完全的因果決定卻成為自由意志是什麼的爭論重點。哲學上的行動理論確實定義也有爭議。思考能否作為一種行動而被分析？多重步驟及多個意圖的複雜行動應如何解構？這些問題仍引起爭論。

## 行動理論學者
- 大卫·休谟
- 路德维希·维特根斯坦
- 约翰·罗杰斯·希尔勒
- 伊莉莎白·安斯康姆